# 布引の滝 (鹿児島県屋久島町)
布引の滝（ぬのびきのたき）は、屋久島にある滝。

## 概要
屋久島の滝之川にかかる落差50mの滝で、布引岳（643m）の北部に位置する。地元一湊では「たーき」と呼ばれていたが、1972年に鹿児島県で開催された太陽国体を記念して「布引の滝」と命名された。開催された近くには屋久島で最も古い縄文前期の土器等が発見されている一湊松山遺跡がある。

## 登山史
初登攀の詳細は不明だが、大昔から屋久島山岳会に練習で登られている。

## アクセス
一湊海水浴場から一湊集落へ向かって徒歩3分にある布引の滝公園からすぐ。